# 六幅裙
六幅裙是裙子的一種剪裁式樣，特色是設計簡單之餘，款式斯文大方、清新高貴。
六幅裙的名稱，源自裙的縫製需要用上六幅布料而命名。
中唐以后，女性服饰越来越肥大，妇女的裙装也宽大冗长，多幅裙就开始流行起来。当时妇女的裙子普遍用五幅丝帛缝制，也有用六幅、七幅、八幅，甚至十二幅的。
诗人李群玉称“六幅罗裙”为“裙拖六幅湘江水”；曹唐在《小游仙诗》中说“书破明霞八幅裙”。
按唐代布帛幅宽制度是1尺8寸，唐大尺的长度约合0.29米，六幅裙的周长达3.18米，八幅裙的周长则达4.15米。
西式婚紗也有採用六幅裙的剪裁，還分為大六幅和小六幅兩款。
除了婚紗，香港有不少中學的女生校服都採用這種裙來作為她們的校服式樣。